# Rima Ariadaeus

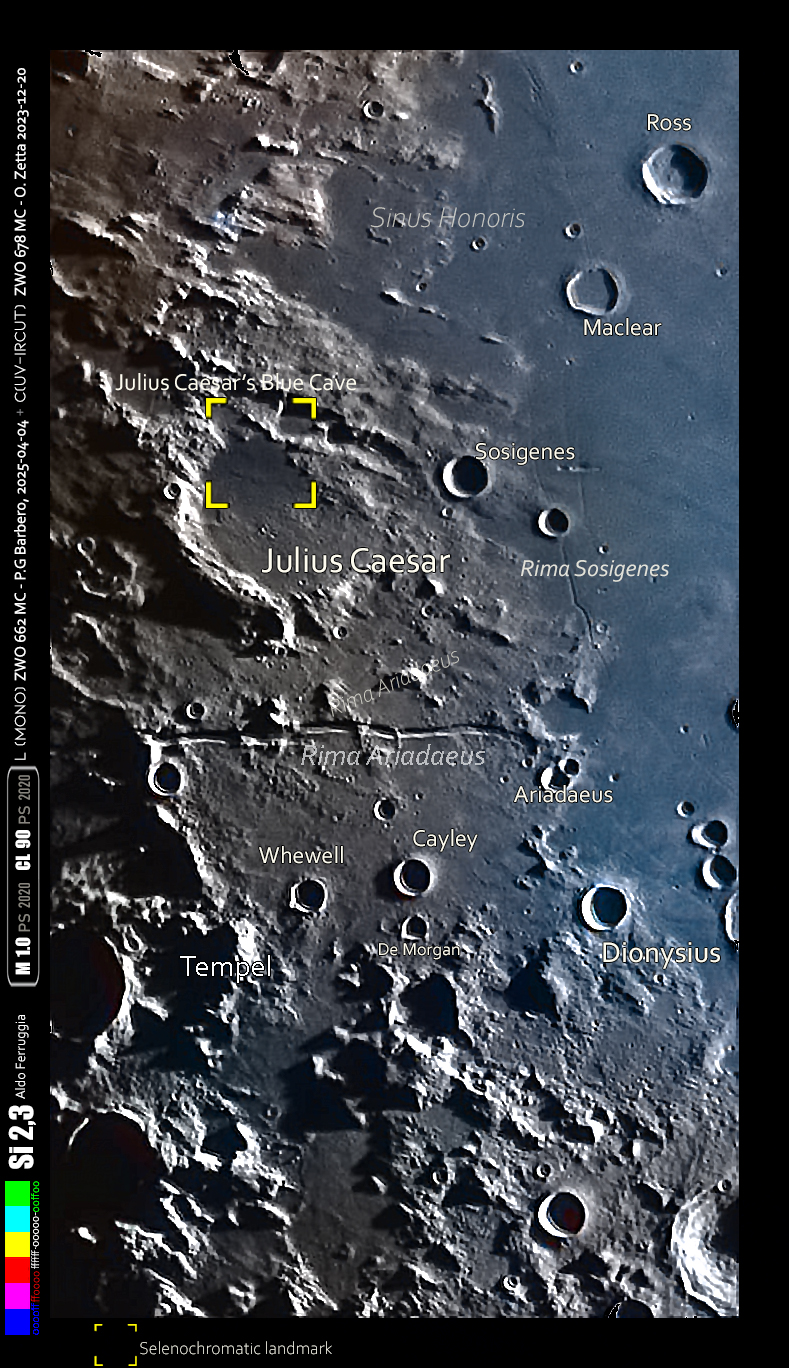
La Rima Ariadaeus en formato selenocromático (Si)

La rima Ariadaeus es una grieta lineal de la Luna. Lleva el nombre del cráter Ariadaeus, que marca su extremo oriental. Su nombre procede del rey macedonio Filipo III Arrideo. Atraviesa buena parte del terreno accidentado que media entre el Mare Tranquillitatis al este, y la confluencia del Mare Vaporum y el Sinus Medii al oeste.

## Descripción

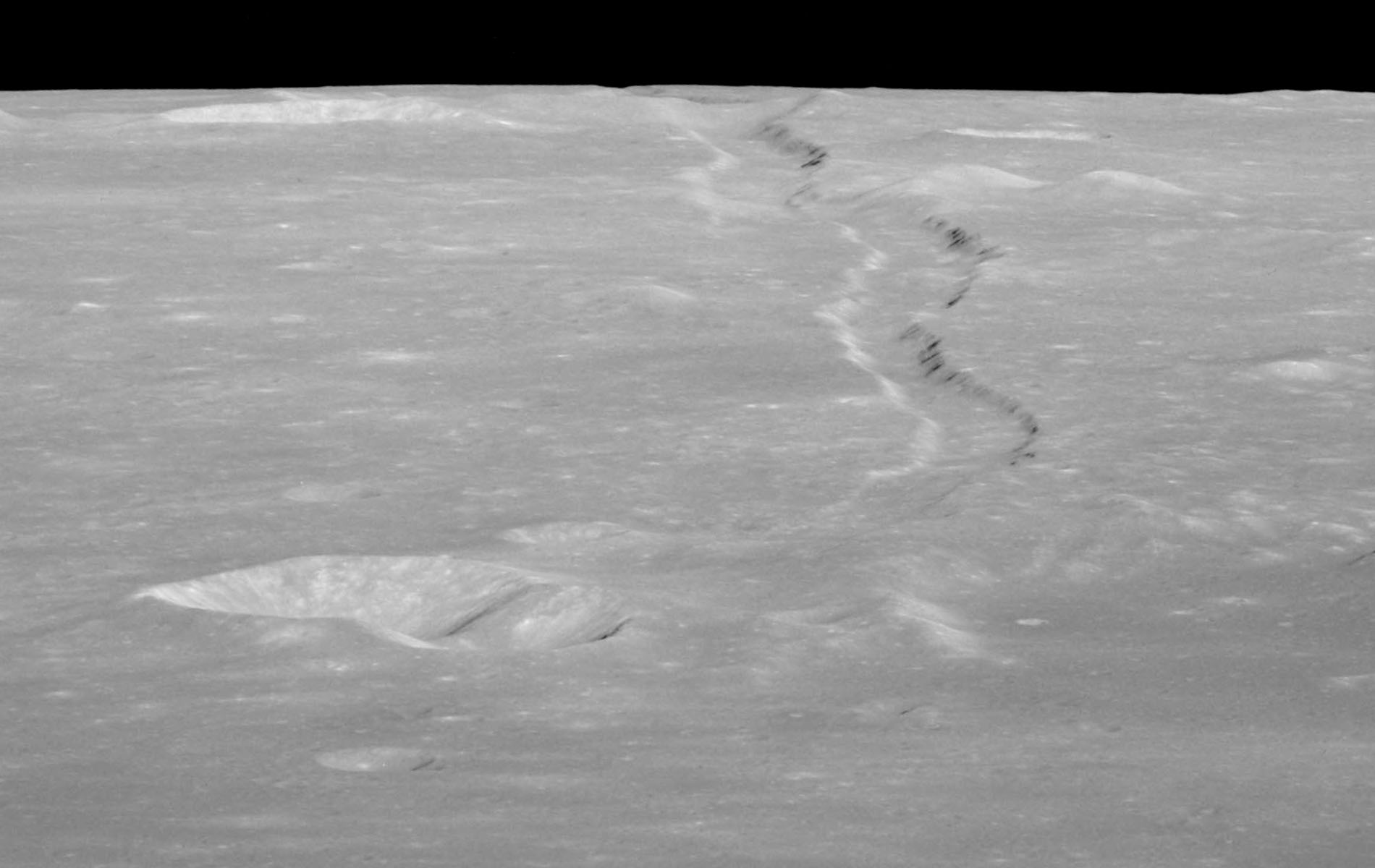
Vista del cráter y rima Ariadaeus desde el Apolo 10

Tiene 220 km de largo, 4500 m de anchura y unos 500 m de profundidad, se cree que es una fosa tectónica, es decir, una depresión limitada en ambos lados por fallas paralelas levantadas, entre las cuales el terreno se habría hundido por efecto de fuerzas internas. Cerca de su extremo oeste enlaza con la rima Hyginus.
La rima fue descubierta en 1792 por el astrónomo alemán Johann Hieronymus Schröter.